# Geše

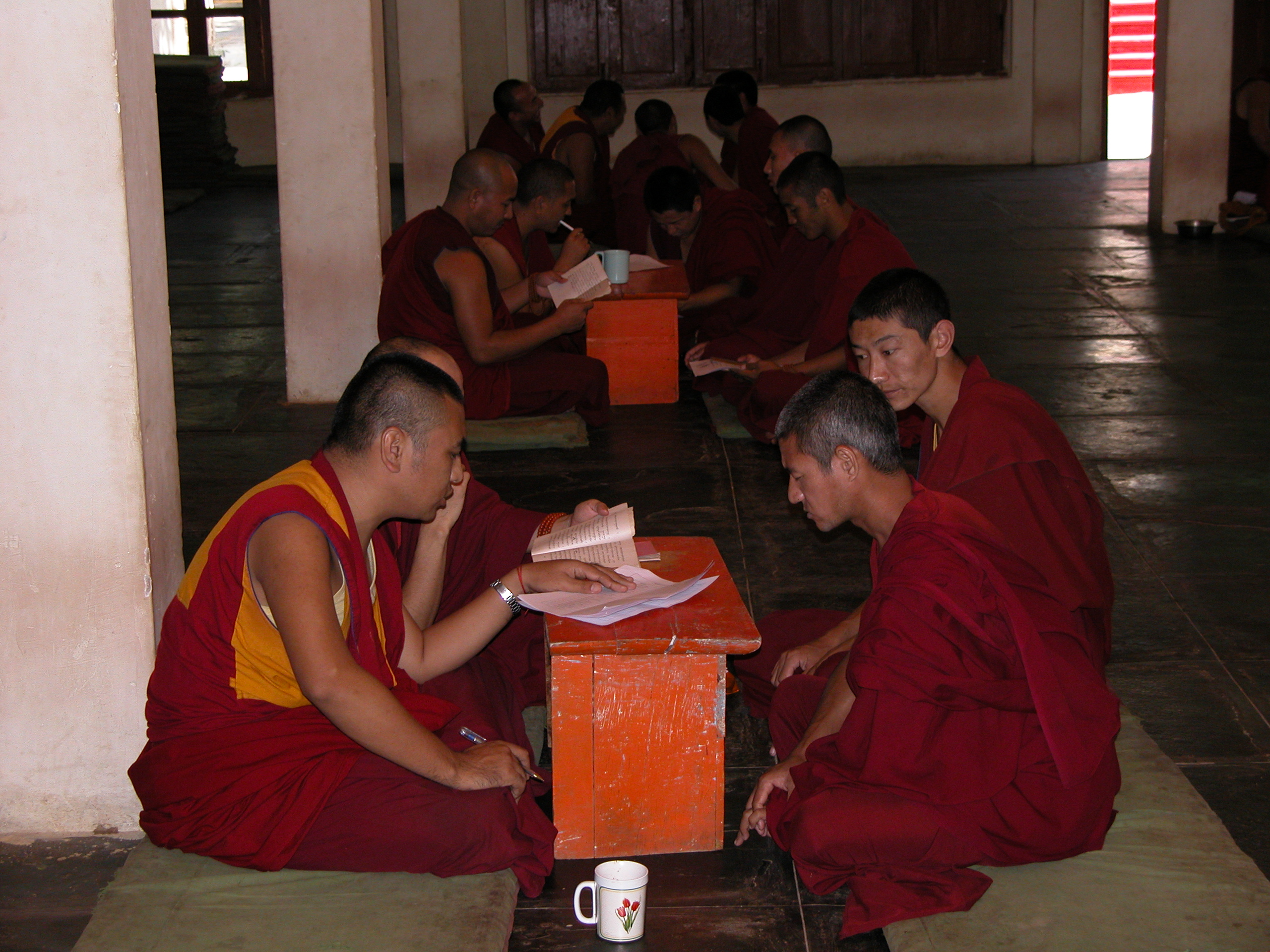
Studující buddhističtí mniši v Indii, připravující se na zkoušky k získání vědecké hodnosti Geše

Geše (v tibetštině dge bshes, zkratka z dge-ba'i bshes-gnyen, ve smyslu „ctnostný přítel“ , v sanskrtu kalyāņamitra) je v buddhismu titul doktora teologie, odpovídající britskému a americkému titulu PhD. a nejvyšší mnišská učená hodnost. Tento titul je udělován především studentům školy Gelugpa, ale oceňují se jím i studenti školy Sakjapa a je uznáván i v duchovní tradici Bön.

## Studium
Obecně srozumitelné studium buddhismu je obvykle organizováno do pěti témat:
1. Abhidhamma (Vědění, Wylie: mdzod)
2. Pradžňápáramitá sútra (Moudrost, Wylie: phar-phyin)
3. Madhjamaka (Střední cesta, Wylie: dbu-ma)
4. Pramana (Dialektika, Wylie: tshad-ma)
5. Vinaja (Kázeň, Wylie:  'dul-ba)

Titul Geše má čtyři stupně (Dorampa, Lingtse, Tsorampa a Lharampa), z nichž nejvyšší je Geshe Lharampa. Tento titul náleží též 14. tibetskému dalajlámovi, současnému duchovnímu vůdci Tibeťanů. Školení pro tento nejvyšší stupeň může trvat i 20 let a je udělen po sérii zkoušek, které by měly, mimo jiné, prokázat schopnost kandidáta k dialektické rozpravě ve všech oblastech buddhistické teologie a filozofie.